# Военно-морской флаг Черноморского флота
Военно-морской флаг Черноморского флота — военно-морской флаг, установленный де-юре для военных кораблей и катеров бывшего Черноморского флота ВМФ СССР на время переходного периода 1992—1995 годов, начиная с 1 октября 1992 года, и в дальнейшем — вплоть до юридического раздела флота между Россией и Украиной по Соглашению 1997 года.
Де-факто, введённые 10 сентября 1992 года флаги и вымпелы военных кораблей Черноморского флота не использовались. Весь переходный период на Черноморском флоте продолжали использоваться советские флаги и вымпелы военных кораблей, введённые в 1950 году (также введённый в 1964 году вымпел в пропорции 1:12 для катеров).

## Предыстория
С 30 декабря 1991 года Черноморский флот бывшего ВМФ СССР находился в составе Объединённых Вооружённых сил Содружества Независимых Государств (ОВС СНГ).
5 апреля 1992 года Указом Президента Украины «О неотложных мерах по строительству вооружённых сил Украины» Черноморский флот бывшего СССР переводился под юрисдикцию Украины, а на базе его сил, дислоцированных на территории Украины, должны были быть незамедлительно созданы Военно-морские силы Украины, корабли и суда которых должны были поднять Государственный флаг Украины.
7 апреля 1992 года Указом Президента Российской Федерации «О переходе под юрисдикцию Российской Федерации Черноморского флота» Черноморский флот бывшего ВМФ СССР был принят под юрисдикцию Российской Федерации с подчинением его Главнокомандующему ОВС СНГ. Этим же указом было предписано «поднять на кораблях и судах Черноморского флота исторический российский Андреевский флаг и вымпелы».
9 апреля 1992 года действие обоих указов было приостановлено до окончания российско-украинских переговоров.

## Создание Объединённого командования Черноморским флотом и флага
3 августа 1992 года в городе Ялта Президенты Российской Федерации и Украины подписали «Соглашение между Российской Федерацией и Украиной о принципах формирования ВМФ России и ВМС Украины на базе Черноморского флота бывшего СССР», по которому было признано, что Черноморский флот бывшего ВМФ СССР подлежит разделу между Россией и Украиной. До формирования Черноморского флота ВМФ России и Военно-морских сил Украины устанавливался переходный период до 1995 года включительно. На переходный период Черноморский флот выводился из состава ОВС СНГ и подчинялся Президентам России и Украины, которые на основе консенсуса назначали Объединённое командование Черноморским флотом.
10 сентября 1992 года в посёлке Дагомыс Президенты Российской Федерации и Украины подписали «Соглашение между Российской Федерацией и Украиной о военно-морской символике Черноморского флота на переходный период», которым предусматривалось, что с 1 октября 1992 года военные корабли и катера Черноморского флота в качестве кормового флага несут Военно-морской флаг Черноморского флота, который «представляет собой белое полотнище с голубой полосой, идущей вдоль нижней кромки флага. Размеры флага: отношение ширины флага к его длине — один к полтора; ширина голубой полосы равна 1/6 ширины флага». Фактически новый флаг отличался от военно-морского флага бывшего СССР отсутствием красной звезды, а также скрещенных серпа и молота.
Были установлены также вымпел военных кораблей Черноморского флота, флаги судов (катеров) вспомогательного флота, гидрографических судов (катеров) и поисково-спасательных судов Черноморского флота.
Вымпел военных кораблей был красным с двумя косицами и изображением Военно-морского флага Черноморского флота у шкаторины. Отношение длины вымпела к его ширине — 30:1 (на катерах 12:1); длина выреза косиц равна 1/7 длины вымпела, растворение косиц — 1/2 ширины вымпела.
Флаг судов (катеров) вспомогательного флота представлял собой синее полотнище, имеющее в крыже изображение Военно-морского флага Черноморского флота. Отношение ширины флага к длине — один к полтора. Размер Военно-морского флага в крыже — 1/4 всего полотнища.
На флагах гидрографических и поисково-спасательных судов (катеров) Черноморского флота дополнительно в центре правой половины флага в белом круге, окаймлённом чёрной окантовкой, было помещено изображение маячного знака чёрного цвета или водолазного шлема чёрного цвета соответственно.
Гюйс для кораблей Черноморского флота установлен не был.
- Флаг судов (катеров) вспомогательного флота.
- Флаг гидрографических судов (катеров).
- Флаг поисково-спасательных судов.
- Вымпел военных кораблей. Пропорция 1:30.
- Вымпел военных кораблей. Пропорция 1:12 (для катеров).

При этом предусматривалось, что при нахождении кораблей (катеров) и судов Черноморского флота в территориальных и во внутренних водах третьих государств, и в других случаях в соответствии с действующим Корабельным уставом, корабли (катера) и суда Черноморского флота в течение переходного периода поднимают одновременно Государственный флаг Российской Федерации и Государственный флаг Украины (Государственный флаг Российской Федерации поднимается на рее левого борта, Государственный флаг Украины — правого борта).
9 июня 1995 года в городе Сочи было подписано Соглашение между Российской Федерацией и Украиной по Черноморскому флоту, согласно которому с 1 января 1996 года объединённый Черноморский флот как единое целое прекращал своё существование и на его основе были созданы Черноморский флот ВМФ России и Военно-морские силы Украины, при этом Российской Федерации было передано 81,7 %, а Украине — 18,3 % кораблей (катеров) и судов бывшего советского Черноморского флота. Окончательным разделом Черноморского флота стало подписание 28 мая 1997 года в Киеве соответствующих соглашений между Россией и Украиной: Соглашения между Российской Федерацией и Украиной о параметрах раздела Черноморского флота, Соглашения о статусе и условиях пребывания Черноморского флота РФ на территории Украины, Соглашения о взаиморасчётах, связанных с разделом Черноморского флота и пребыванием Черноморского флота РФ на территории Украины. Данные соглашения конкретизировали состав сил и средств Черноморского флота бывшего ВМФ СССР, передаваемых той и другой стороне, завершив юридическую процедуру раздела.
После окончательного раздела бывшего советского Черноморского флота, первое официальное поднятие российских флагов и вымпелов военных кораблей на кораблях (катерах) и судах, вошедших в состав Черноморского флота ВМФ России, произошло 12 июня 1997 года в День России; поднятие украинских флагов и вымпелов военных кораблей на кораблях (катерах) и судах, вошедших в состав Военно-морских сил Украины произошло 1 августа 1997 года в День Военно-морских сил Украины.

### Комментарии
1. ↑  Согласно Указу Президента Украины от 17 августа 1996 года № 708, День Военно-морских сил Украины в 1997—2005 годах отмечался 1 августа (до переноса его Указом Президента Украины от 24 марта 2006 года № 259 на последнее воскресенье июля; в дальнейшем переименован в День флота Украины, а его дата ещё несколько раз переносилась).